# Іджироаса
Іджироаса (рум. Igiroasa) — село у повіті Мехедінць в Румунії. Входить до складу комуни Прунішор.
Село розташоване на відстані 249 км на захід від Бухареста, 24 км на схід від Дробета-Турну-Северина, 73 км на північний захід від Крайови.

## Населення
За даними перепису населення 2002 року у селі проживали 67 осіб, усі — румуни. Усі жителі села рідною мовою назвали румунську.